# Castello di Ausonia
Il castello di Ausonia è di origine medievale ed è sito in Ausonia, in provincia di Frosinone nel Lazio.

## Descrizione
Risalente all'XI secolo, il Castello Medievale, dal 2004 centro del Museo della Pietra, fu costruito dai principi di Capua in onore all'Abbazia di Montecassino. È un pregevole esempio di architettura dell'anno mille, originario castrum intorno al quale si è sviluppata Ausonia.
In posizione strategica fra Gaeta e Montecassino, il Castrum Fractarum risentì della sua posizione di confine tra il Ducato di Gaeta e i possedimenti dell'Abbazia di Montecassino, passando negli anni prima all'uno e poi all'altro. Esso ebbe sicuramente funzione militare ma anche residenziale per i capitani di stanza a Fratte (l'attuale Ausonia).
Riconoscibili sono la torre emergente, distaccata dal complesso ed ubicata al centro dell'edificio, una torretta d'angolo, accanto alla via S. Michele, che in un recente restauro ha rivelato il corpo di una statua leonina (il leone-guardia della Terra di San Benedetto), usata come materiale di costruzione durante il medioevo.
Il castello di Fratte è stato costruito al confine fra i domini dei Longobardi e dei Bizantini, come Forte nel 700-800 d.C. Come fortificazione militare appartiene alla categoria delle "piccole fortificazioni" (o fortellitium), la cui importanza era data soprattutto dalla posizione strategica (controllo della via che portava da Formia a Montecassino).
La prima registrazione scritta (con cui Fratte entra nella storiografia) è una donazione del 1025 che il conte di Traetto fece a Pietro delle Fratte. Da allora numerosissime sono le vicende storiche di questo castrum che passa progressivamente da funzioni militari e di avvistamento a funzioni di polizia ed amministrative locali.
Nel 1491 un inventario redatto alla morte di Onorato II descrive lo stato del castello, che appare in decadenza. Il capitano Andrea De Nardillo di Fondi e cinque suoi compagni vivevano e presidiavano il forte con poche e scarse risorse innalzando la bandiera dei Caetani (usata e vecchia), e difendendo il paese dai nemici.
Un altro inventario (l'apprezzo del 1690) documenta come il castello apparisse con stanze dirute, cortile scoperto, cisterna, scalinata che accede alla loggia scoperta, sopra la torre con due stanze accessibili con scala a mano, in testa la loggia, nei quattro angoli che circondano la torre centrale quattro torrette di difesa esterna, una con orologio a campana. Con il tempo le originarie funzioni militari sono sostituite da funzioni di polizia: nel fortellitium si radunavano gli uomini in arme col capitano che sceglieva le guardie preposte al controllo del mercato in occasione della festa della Madonna del Piano, Ottava dell'Assunzione.
Nell'Ottocento il castello si degrada sempre più e dal 1842 cessa la sua funzione militare e viene adibito a cimitero, dotato di cappella mortuaria. Alla fine della Seconda guerra mondiale il castello subisce ulteriori danni. Nei primi tempi della ricostruzione postbellica viene utilizzato come discarica di materiali edili e, in un vano ricavato da una torre crollata, viene ricavata un'aula scolastica. Oggi il castello presenta due torri superstiti attorno al maschio ed il muro di cinta che si sviluppa con le case-torri fino alla Porta di Sopra».